# Stanisław Maurycy Konstanty Lesser
Stanisław Maurycy Konstanty Lesser (ur. 22 września 1855 w Warszawie, zm. 7 października 1929) – polski muzyk żydowskiego pochodzenia.
Urodził się jako syn bankiera i dyplomaty Stanisława Lessera i Emilii Hirschendorff (1824-1897). Występował jako solista w Operze w Warszawie i Filharmonii w Warszawie. Był profesorem Konserwatorium Warszawskiego.
Był żonaty z Emilią Brożek (1860-1935), z którą miał pięcioro dzieci: Edwarda (ur. 1890), Teresę (ur. 1891), Aleksandra Władysława (1892-1935, ekonomistę), Eleonorę (ur. 1895) i Elżbietę (ur. 1899).
Nie wiadomo gdzie został pochowany.